# Xiphophorus variatus
Xiphophorus variatus , conegut popularment com a platy variat, és una espècie de peix de la família dels pecílids i de l'ordre dels ciprinodontiformes.

## Morfologia
Els mascles poden assolir els 7 cm de longitud total.

## Distribució geogràfica
Es troba a Amèrica: Mèxic.